# کودتای ۲۰۱۹ سودان
در صبح ۱۱ آوریل ۲۰۱۹، عمر البشیر رئیس‌جمهور وقت سودان که بیش از ۳۰ سال قدرت را در این کشور در اختیار داشت، پس از چندین ماه تظاهرات اعتراض‌آمیز توسط نظامیان سودان از قدرت کنار گذاشته شد.
در روز یکشنبه ۱۴ آوریل ۲۰۱۹ شورای نظامی انتقالی حاکم در سودان خواستار توافق نیروهای مدنی برای معرفی یک چهره «مستقل» شد تا ریاست «حکومت مدنی» را بر عهده بگیرد.
در همین روز اتحادیه عرب طبق بیانیه‌ای از شورای نظامی حمایت کرد و گفت: «اتحادیه عرب از اقدامات مهم اعلام شده توسط سپهبد عبد الفتاح البرهان رئیس شورای نظامی انتقالی در سودان دربارهٔ دوره انتقالی سیاسی حمایت می‌کند. تلاش‌های نیروهای سیاسی و مدنی سودان برای دست یابی به توافق ملی مورد تأیید اتحادیه عرب است».
دستور بازجویی از عمر حسن البشیر در ۲ مه ۲۰۱۹ توسط الولید سید احمد محمود، دادستان کل سودان به اتهام کمک مالی به تروریستها و پولشویی داده شد.
دولت سودان در ۱۱ فوریه ۲۰۲۰ موافقت کرد عمر البشیر را به دیوان کیفری بین‌المللی مستقر در لاهه هلند تحویل دهد.

## ائتلاف ارتش و مخالفان بعد از کودتا
۱۴ مه ۲۰۱۹ شورای نظامی با ائتلاف «آزادی و تغییر» تشکیل شده از غیرنظامیان مخالف و معترض بر سر انتقال قدرت به دولتی غیرنظامی و تشکیل یک دولت موقت برای سه سال به توافق رسیدند. بر اساس این توافق دو سوم کرسی‌های مجلس قانون‌گذاری به ائتلاف «آزادی و تغییر» و مابقی کرسی‌ها به احزاب و تشکل‌هایی که عضو ائتلاف نیستند خواهد رسید.

## رد طرح ارتش از طرف مخالفان
در ۴ ژٓوئن ۲۰۱۹ در پی پیشنهاد ارتش مبنی بر برگزاری انتخابات طی ۹ ماه آینده، مخالفان با برقراری تحصنی در سودان آن را رد کردند که با حمله نیروهای امنیتی به این تحصن در مقابل مقر فرماندهی ارتش حداقل ۱۰۰ نفر کشته و صدها نفر زخمی شدند.
اجساد ۴۰ نفر از رودخانه نیل در خارطوم، پایتخت سودان گرفته شده‌است که توسط نیروهای واکنش سریع وابسته به دولت به نقاط نامعلومی برده شده‌اند.
در ۱۱ ژوئن ۲۰۱۹ نتایج تحقیقات کمیته مشترک در مورد حوادث متفرق کردن تحصن در خارطوم توسط شورای نظامی انتقالی سودان اعلام شد که اطلاعاتی به‌دست آمده که خاطرنشان می‌کند، برخی از پرسنل نیروهای حکومتی در حوادث متفرق کردن تحصن در خارطوم که در هفته گذشته بوقوع پیوست دست داشته‌اند. شورای نظامی بر حسابرسی از کسانی‌که محکوم بودنشان اثبات شود بر طبق آئین‌نامه‌ها و قوانین تأکید کرد.
در دومین روز از نافرمانی مدنی برخی مغازه‌ها و پمپ بنزین‌ها در خارطوم باز شده‌اند. همچنین اتوبوسهای عمومی دیده شده‌اند که مسافران را در خیابانها جابجا می‌کنند.

## دستگیری
۱۲ ژوئن ۲۰۱۹، ۸۶ افسر ارتش سودان که از هواداران عمر البشیر رئیس نظام پیشین سودان و اکثراً اسلامگرا بودند به اتهام اقدام برای کودتا دستگیر شدند.
در ۱۱ فوریه ۲۰۲۰ دولت سودان با دیوان کیفری بین‌المللی مستقر در لاهه هلند به توافق رسید تا عمر البشیر را تحویل دهد. این توافق بعد از مذاکرات میان دولت و شورشیان منطقه دارفور حاصل شده است. وی به اتهامات جرائم جنگی و نسل‌کشی ۳۰۰ هزار نفر در دارفور مواجه است.